# Cyclodinus humilis
Cyclodinus humilis là một loài bọ cánh cứng trong họ Anthicidae. Loài này được Germar miêu tả khoa học năm 1824.